# Okrouhlá (Chebi járás)
Okrouhlá (németül Scheibenreuth) község Csehországban a Karlovy Vary-i kerület Chebi járásában. Hozzá tartozik Jesenice (Gaßnitz). Korábban hozzá tartozott az azóta megszűnt Nový Dvůr (Neuhof) is.

## Fekvése
Cheb-től 9 km-re keletre fekszik.

## Története
Első írásos említése 1299-ből származik, ekkor a Paulsdorf-család birtoka. A 15. század közepétől a Juncker-család, majd 1570-től a Krahmer-család birtokában. 1633 és 1779 között a Schmiedl-család tulajdonában. A müncheni egyezmény aláírását követően a Német Birodalomhoz csatolták. 1939-ben 192 lakosa volt. 1945-től ismét Csehszlovákiához tartozott, ekkor német nemzetiségű lakosságát kitelepítették. Scheibenreuth községet 1948-ban átnevezték Okrouhlá névre, Neuhof-ot pedig Nový Dvůr-ra. Jesenice települést az 1950-es évek végén alapították. Nový Dvůr települést az 1960-as években megszüntették. Okrouhlá 1976 és 1990 között Dolní Žandov községhez tartozott, azóta ismét visszakapta önállóságát.

## Népesség
A település népessége az elmúlt években az alábbi módon változott:
| Lakosok száma | 571  | 438  | 457  | 205  | 214  | 234  | 251  | 252  | 256  | 252  |
|               | 1869 | 1890 | 1921 | 1950 | 1980 | 2001 | 2017 | 2019 | 2022 | 2024 |

## Fordítás

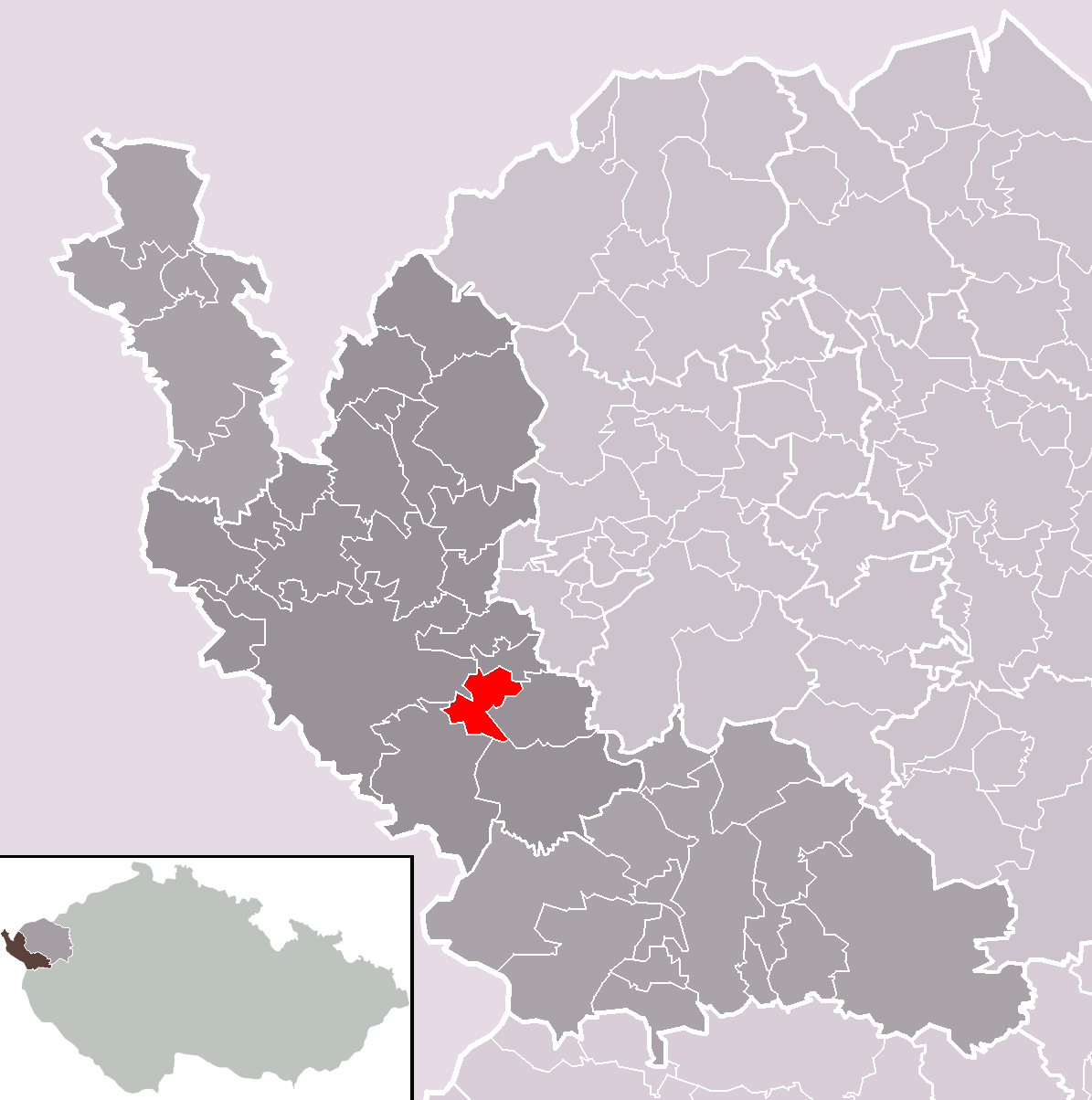
A község közigazgatási területe

- Ez a szócikk részben vagy egészben az Okrouhlá u Chebu című német Wikipédia-szócikk ezen változatának fordításán alapul.  Az eredeti cikk szerkesztőit annak laptörténete sorolja fel. Ez a jelzés csupán a megfogalmazás eredetét és a szerzői jogokat jelzi, nem szolgál a cikkben szereplő információk forrásmegjelöléseként.